# Piedras Coloradas
Piedras Coloradas è un comune dell'Uruguay, situato nel Dipartimento di Paysandú.